# Estação Ferroviária de Canha
A Estação Ferroviária de Canha é uma interface encerrada da Linha de Vendas Novas que servia nominalmente a localidade de Canha, no distrito de Setúbal, em Portugal.

## Descrição

### Localização e acessos
O local da estação encerrada dista cerca de treze quilómetros da localidade nominal, mormente via a EN251-1.

### Infraestrutura
Em Janeiro de 2011, dispunha de duas vias de circulação, ambas com 680 m de comprimento, e duas plataformas, que tinham 40 e 30 cm de altura, e 50 e 40 m de extensão; (em 2022 estes valores, extensão das vias de circulação I e II, haviam sido ajustados para 693 e 673 m).
O edifício de passageiros situa-se do lado sudeste da via (lado esquerdo do sentido ascendente, para Vendas Novas).
Situa-se junto a esta interface, ao PK 59+725, a zona neutra de Canha que isola os troços da rede alimentados respetivamente pelas subestações de tração de Quinta Grande e de Pegões.

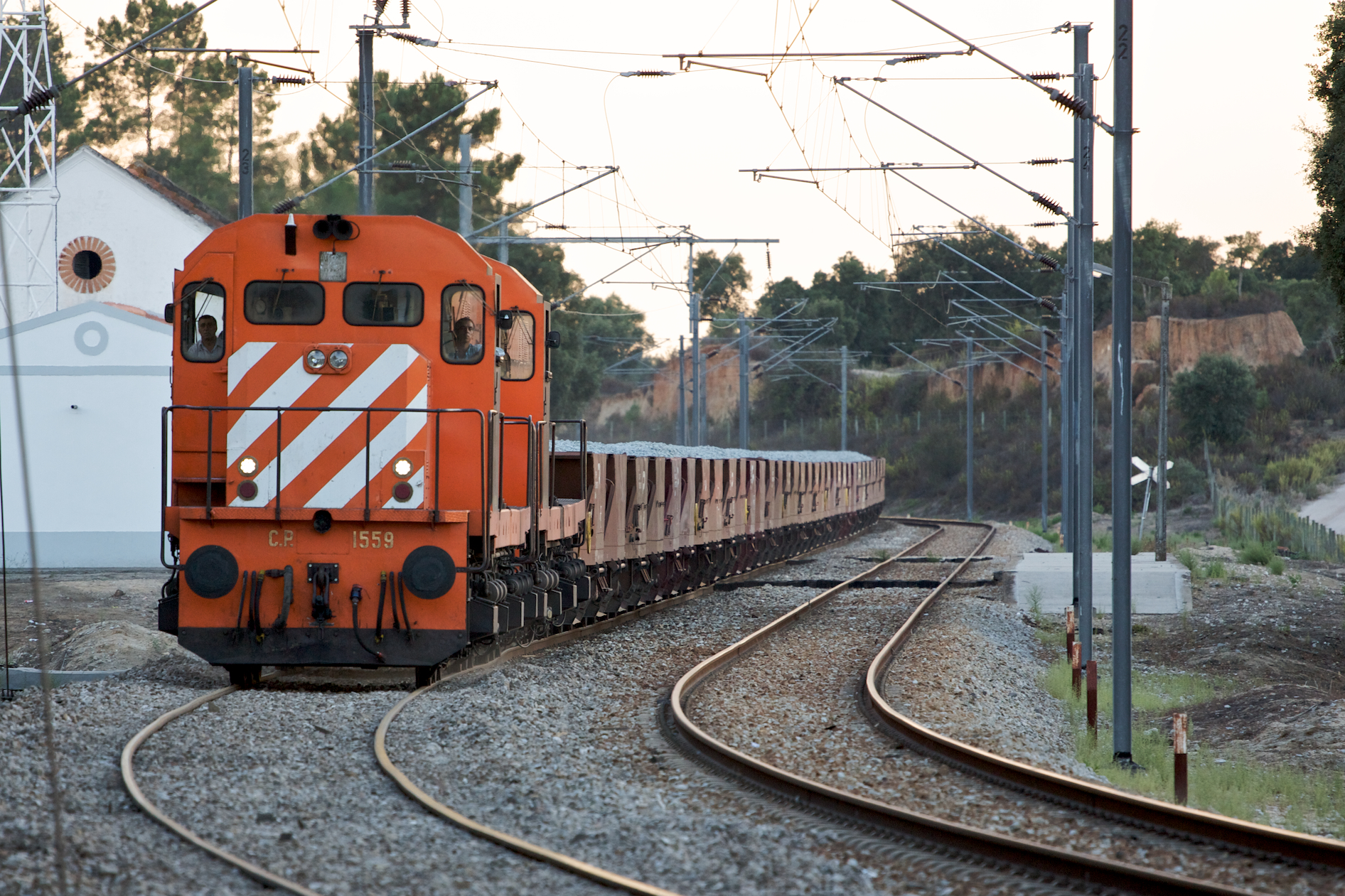
Estação de Canha, em 2009.

## História
Em Agosto de 1902, a Companhia Real dos Caminhos de Ferro Portugueses já tinha determinado quais as estações e apeadeiros a construir no projecto da Linha de Vendas Novas, tendo sido programada a construção da estação de Canha ao PK 58 da Linha. Em Agosto de 1903, esta estação encontrava-se a ser construída, tendo a Linha de Vendas Novas sido inaugurada a 15 de Janeiro de 1904.
Um diploma publicado no Diário do Governo de 10 de Agosto de 1953 aprovou o processo de expropriação de duas parcelas de terreno junto à estação, de forma a prolongar uma via de resguardo. No dia 1 de Janeiro de 1955 ocorreu um acidente perto da estação de Canha, envolvendo um comboio de mercadorias. Segundo o relatório emitido pela Companhia dos Caminhos de Ferro Portugueses, foi provocado pela quebra do veio de um vagão, tendo provocado estragos de vulto em seis vagões.
Na década de 1980, esta interface era utilizada por serviços regionais com 5-6 circulações diárias, surgindo com a categoria de apeadeiro nos horários do início da década mas de novo como estação em documentação oficial de 1985-1988.

Tal como as restantes interfaces da Linha de Vendas Novas, esta estação deixou de ter serviço de passageiros em 2005 e, após reabertura em 2009, de novo em 2011.